# Bident Mountain
Bident Mountain är ett berg i Kanada.   Det ligger i provinsen Alberta, i den centrala delen av landet, 3 000 km väster om huvudstaden Ottawa. Toppen på Bident Mountain är 2 839 meter över havet. Bident Mountain ingår i Bow Range.
Terrängen runt Bident Mountain är bergig åt nordväst, men åt sydost är den kuperad.Trakten runt Bident Mountain är nära nog obefolkad, med mindre än två invånare per kvadratkilometer.. Närmaste större samhälle är Lake Louise, 16,1 km norr om Bident Mountain. 
I omgivningarna runt Bident Mountain växer i huvudsak barrskog.